# モクテスマ1世
モクテスマ1世（Moctezuma I、1398年? - 1469年）またはモクテスマ（モテクソマ）・イルウィカミナ（Moctezuma/Motecuhzoma Ilhuicamina）は、テノチティトランの第5代トラトアニであり、アステカの大王（在位1440年-1469年）。
モクテスマ1世はアステカの王のうち在位年数がもっとも長く、さかんに外征を行ってアステカが強力な軍事国家として繁栄するための基礎を築いた。

## 名前
「モクテスマ（モテクソマ）」という語のナワトル語の意味については、「怒ってしかめ面をする(mozoma)主(tēuctli)」などの解釈がなされているが、正確にはわかっていない。「イルウィカミナ」は「天空に(ilhuicatl)矢を射る(mina)者」という意味である（伝説の項を参照）。
エルナン・コルテスがやってきたときの王モクテスマ2世は、モクテスマ1世の曾孫にあたる。

## 生涯

アステカの拡大。赤がイツコアトル、茶色がモクテスマ1世の時代

モクテスマ1世は第2代トラトアニであるウィツィリウィトルの子で、母のミアワシウィトルはクァウナワクの長の娘であった。第3代トラトアニのチマルポポカやシワコアトル（宰相）のトラカエレルは腹違いの兄である。
叔父のイツコアトルがトラトアニの時代にすでにトラコチカルカトル（将軍）の位にあり、すでに軍功があった。1440年にイツコアトルが死んだときにその後継者として選ばれたのは明らかにその功績が要因であった。
モクテスマ1世はその治世を通じて外征をくりかえし、アステカの領土は大幅に拡大した。メキシコ盆地では長い戦いの末にチャルコを征服し、さらにワステカ、プエブラ、ゲレーロ、オアハカにまで到った。モクテスマ1世は重要な交易センターをおさえ、毛皮・木綿・カカオ・鳥の羽根などの市場を制御した。
外征の継続が可能なように、各地にテルポチカリと呼ばれる学校を作って若者を教育し、軍人を養成した。軍人は階級に従って服飾の規定があった。
モクテスマ1世の治世にアステカはしばしば災害に襲われた。1450年の洪水でテノチティトランは大きな被害を受け、モクテスマ1世はテスココのネサワルコヨトルの援助によって、湖を横切る長さ15キロメートル近くにわたる堤防を作った。ネサワルコヨトルの援助でまたチャプルテペクからテノチティトランまで飲料水を運ぶ水道を建設した。水道はチマルポポカの時代に建設されていたが、この時に新しいものに作り変えられた。モクテスマ1世はまたチャプルテペクに自らの石像を刻ませた。
悪天候により飢饉が発生したとき、モクテスマ1世は王室に貯蔵された穀物を人々に配給した。
1469年に没した。モクテスマ1世の娘アトトストリはイツコアトルの息子のテソソモクと結婚し、アシャヤカトル、ティソク、アウィツォトルの3人の子をなした。彼らはいずれもトラトアニに即位した。

## 伝説
伝説によると、父のウィツィリウィトルは夢のお告げによってクァウナワクの長の娘ミアワシウィトルと結婚しなければならないと考えたが、当時のメシカはまだ豊かでなかったためにクァウナワクの長はこの申し込みを拒絶した。ウィツィリウィトルが再び夢のお告げに従って特製の矢を射ると、その矢はミアワシウィトルの宮殿の中庭に落ちた。ミアワシウィトルがその矢を口に含むと妊娠した。その後ウィツィリウィトルはクァウナワクを征服し、ミアワシウィトルの子を自分の継承者と宣言した。
モクテスマ1世はまた60人の魔法使いをメシカの原郷であるアストラン（あるいはチコモストク）に住む女神コアトリクエ（メシカの守護神であるウィツィロポチトリの母）のもとに使者として遣わしたが、コアトリクエはモクテスマが得たすべての都市が失われ、再び貧乏になってアストランに帰ることになるだろうと言ったという。